# Fritz Peter Buch
Fritz Peter Johannes Buch (* 21. Dezember 1894 in Frankfurt (Oder); † 6. November 1964 in Wien) war ein deutscher Schriftsteller, Übersetzer und Regisseur.

## Leben und Filme
Fritz Peter Buch hat Literatur und Kunstgeschichte studiert und wurde 1921 als Dramaturg an das von Max Reinhardt geleitete Deutsche Theater in Berlin engagiert. Anschließend arbeitete er als Bühnenautor und -regisseur. Von 1924 bis 1933 war er Oberspielleiter am Schauspielhaus Frankfurt, danach inszenierte er noch an verschiedenen weiteren Bühnen. Er war 1933 in Frankfurt am Main aufgrund einer Intrige des Chefdramaturgen und stellvertretenden Intendanten Friedrich Bethge fristlos entlassen worden. Damals ging es um sein Stück Vertrag von Karakat. Dieser Vorgang führte ihn letztlich zur Filmindustrie und eröffnete ihm dort neue Erfolge.
Als die Filmindustrie nach dem nationalsozialistischen Regierungsantritt dringend künstlerischen Nachwuchs benötigte, um die personellen Verluste auszugleichen, die sie durch Emigration und Berufsverbote erlitten hatte, bot die Berliner Ufa ihm 1935 die Regie in dem Film „Liebeslied“ an. Co-Regisseur war der Schnittmeister und Regieassistent Herbert B. Fredersdorf, für den dies ebenfalls die erste selbstständige Regie in einem Langfilm war. Die Hauptrollen in diesem sentimentalen Sängerfilm um eine junge Frau, die mit Rücksicht auf ein kurz vor dem Tod ihrer Mutter geborenes Geschwisterchen auf ihre Liebe zu einem aufstrebenden jungen Komponisten verzichtet, spielten Carola Höhn und der italienische Tenor Alessandro Ziliani. Im Jahr darauf inszenierte Fritz Peter Buch das Dreiecksdrama „Waldwinter“ (mit Hansi Knoteck, Hans Zesch-Ballot und Viktor Staal) und die von der Berliner Georg Witt-Film GmbH produzierte Liebestragödie „Annemarie“ (mit Gisela Uhlen und Victor von Zitzewitz). „Annemarie“, die Geschichte der Liebe einer jungen Dörflerin zu einem Kriegsfreiwilligen, der im Ersten Weltkrieg fällt, war unter Fritz Peter Buchs Filmen der erste, der deutliche NS-Propaganda enthielt. Der folgende Film – „Die Warschauer Zitadelle“ (1937) – vereinigte die Geschichte eines polnischen Freiheitskämpfers (Werner Hinz) mit massiver antisowjetischer Propaganda. Auch der im selben Jahr entstandene Film „Der Katzensteg“, der – mit Hannes Stelzer und Brigitte Horney in den Hauptrollen – eine Episode aus dem preußischen Befreiungskrieg gegen Napoleon schilderte, zählt heute zu den NS-Propagandafilmen.
1938 schrieb und inszenierte Fritz Peter Buch den Kriminalfilm „Der Fall Deruga“, der – mit Geraldine Katt und Willy Birgel in den Hauptrollen – die Geschichte einer jungen Amateurkriminalistin erzählt, die ihren geliebten Onkel von einer Mordanklage zu entlasten sucht. Im folgenden Jahr wandte er sich erneut dem Genre des Frauen- und Ehefilms zu. „Umwege zum Glück“ war ein mit Lil Dagover und Ewald Balser besetztes Eifersuchtsdrama; „Ein ganzer Kerl“ handelt von einer tüchtigen jungen Gutsverwalterin (Heidemarie Hatheyer), die ihren verbummelten Arbeitgeber (Albert Matterstock) „an die Scholle“ und zugleich an sich zu binden versucht.
Für die Berliner Tobis inszenierte Fritz Peter Buch 1941 den Jugendfilm „Jakko“, der – mit Norbert Rohringer in der Hauptrolle – die Geschichte eines elternlosen Zirkusjungen erzählt, der in der Hitlerjugend zu Pflichtgefühl und Ordnung findet. Der Film, der von der Filmprüfstelle die Prädikate „staatspolitisch wertvoll“, „volkstümlich wertvoll“ und „jugendwert“ erhielt, ist als Vorbehaltsfilm dem Publikum heute nur eingeschränkt zugänglich. Gleich danach inszenierte Fritz Peter Buch den Propagandafilm „Menschen im Sturm“, der das Schicksal einer Gruppe von Volksdeutschen schildert, die in Jugoslawien von der serbischen Soldateska drangsaliert werden. Die Hauptrollen in diesem Gegenwartsfilm spielten Olga Tschechowa und Siegfried Breuer. „Menschen im Sturm“ war Fritz Peter Buchs letzter Propagandafilm, bis zum Kriegsende inszenierte er nun ausschließlich Frauenfilme wie das Justizdrama „Die schwarze Robe“ (1944), das die Geschichte einer Rechtsanwältin (Lotte Koch) erzählt, die die ehemalige Geliebte ihres Mannes in einer Mordsache vor Gericht verteidigt, obwohl die andere aus der Affäre sogar ein Kind hat.
Nach dem Krieg leitete Fritz Peter Buch das Kabarett „Die Hinterbliebenen“, schrieb einige weitere Drehbücher und widmete sich der Übersetzung von Bühnenstücken aus der Feder von Agatha Christie. Nur einmal führte er nach 1945 noch Regie: in dem Zarah-Leander-Film „Cuba Cubana“ (1952).

## Filmografie
- 1935 – Liebeslied – Buch (mit Werner Eplinius), Regie (mit Herbert B. Fredersdorf)
- 1935 – Der Taler der Tante Sidonie (Kurzfilm) – Regie
- 1936 – Waldwinter – Drehbuch (mit Curt J. Braun), Regie
- 1936 – Alles für Veronika (Fräulein Veronika) – Drehbuchvorlage (Lustspiel „Alles für Veronika“)
- 1936 – Annemarie. Die Geschichte einer jungen Liebe – Drehbuch (mit Bruno Wellenkamp), Regie
- 1937 – Die Warschauer Zitadelle – Drehbuch, Regie
- 1937 – Der Katzensteg – Regie
- 1937 – Mit versiegelter Order (Karl Anton) – Drehbuchvorlage (Schauspiel „Vertrag um Karakat“)
- 1938 – Der Fall Deruga – Drehbuch, Regie
- 1938 – Spaßvögel (moselländisches Lustspiel mit Fritz Kampers und Fita Benkhoff) – Regie
- 1939 – Umwege zum Glück – Drehbuch, Regie
- 1939 – Ein ganzer Kerl – Drehbuch, Regie
- 1940 – Das leichte Mädchen (Liebeskomödie mit Willy Fritsch und Friedl Czepa) – Drehbuch (mit Paul Helwig), Regie
- 1941 – Jakko – Drehbuch, Regie
- 1941 – Menschen im Sturm – Regie
- 1943 – Sophienlund (Heinz Rühmann) – Drehbuch
- 1943 – Gefährtin meines Sommers (Liebesfilm mit Anna Dammann und Paul Hartmann) – Regie
- 1944 – Die schwarze Robe – Drehbuch (mit Erich Ebermayer), Regie
- 1945 – Das alte Lied (Liebesfilm mit Winnie Markus und Ernst von Klipstein) – Drehbuch, Regie
- 1948 – Die kupferne Hochzeit (Heinz Rühmann) – Drehbuch
- 1951 – Frischer Wind in alten Gassen (kurzer Dokumentarfilm) – Drehbuch, Regie
- 1952 – Ein ganz großes Kind (Paul Verhoeven) – Drehbuch
- 1952 – Cuba Cabana – Drehbuch, Regie
- 1956 – Verlobung am Wolfgangsee (Helmut Weiss; Österreich) – Drehbuch

## Bühnenarbeiten
Für Lübeck ist für die Spielzeit 1938/39 das Lustspiel Ein ganzer Kerl nachgewiesen, dem das gleichnamige Filmdrehbuch zugrunde lag (siehe oben S. 2). 1940 wurde hier noch das Drama Vertrag von Karakat(siehe oben S. 1)aufgeführt.

## Bücher von Fritz Peter Buch (Auswahl)
- Prinzessin Huschewind, Weihnachtsmärchen in 6 Akten mit Illustrationen von Hans Baluschek, Erschienen: 1922, Verlagsanstalt für Literatur und Kunst Hermann Klemm, Berlin
- Die Mainacht, Komödie in 3 Akten, Berlin 1943
- Ein ganzer Kerl, Komödie in 5 Akten
- Josefa und der Millionär, Lustspiel in 5 Akten